# Уго д’Есте (1405 – 1425)
Вижте пояснителната страница за други личности с името Уго д’Есте.
Уго д'Есте (на италиански: Ugo d'Este), известен и като Уго Алдобрандино (Ugo Aldobrandino; 1405, Ферара – 21 май 1425, пак там), е италиански благородник.

## Произход
Той е извънбрачен син на маркиза на Ферара Николо III д'Есте (* 1383, † 1441) и на неговата метреса Стела де Толомеи (* ок. 1386; † 1419). Има двама братя и една сестра:
- Леонело (* 1407, † 1450).[1][2] Узаконен от папата 1429; 1441 наследява баща си като маркиз на Ферара, господар на Модена, Реджо, Полезине и Гарфаняна; съпруг на Маргерита Гонзага и на Мария Арагонска;
- Борсо (* 1413, † 1471).[1][2] Узаконен, наследява брат си Леонело през 1450 г. като господар на Ферара, Модена и Реджо. Номиниран от императора 1452 за херцог на Модена и Реджо. Издигнат от папата 14 април 1471 г. в херцог на Ферара. Неженен;
- Орсина, съпруга на Алдобрандино Рангони от Модена, юрист, на Николо II Малатеста, нар. Коко, и на Андреа Гуаленго, общински съветник.

Има и един полубрат и две полусестри-близначки от втория брак на баща си, двама полубратя от третия му брак, както и множество полубратя и полусестри от негови извънбрачни връзки.

## Биография
Въпреки че е извънбрачен, той е предопределен да наследи баща си Николо. Води луксозен живот с огромни разходи в сравнение с по-малките си братя.
Тъй като баща му никога не се жени за майка му, Уго първоначално се отнася студено към младата си мащеха Паризина Малатеста, почти на същата възраст като него. Между маркиза и Паризина, женени в Равена през 1414 г., разликата във възрастта всъщност е забележителна: почти двадесет години.
През 1424 г., по време на пътуване, при което баща му му нарежда да придружи мащехата му, двамата започват любовна афера, която продължава и след завръщането им във Ферара.
Местата, където влюбените се срещат необезпокоявани, са т. нар. ренесансови резиденции Белфиоре, Фосадалберто и Куартезана.
Други източници описват друга среща на двойката: за да избяга от чумата през 1423 г. Паризина се укрива в замъка Фосадсфера, ескортирана от своя доведен син, и там започва връзката им.
Прислужницата Зоезе съобщава за аферата на Николо, който шпионира влюбените и след бърз процес ги затваря в замъка, където след това са обезглавени на 21 май 1425 г.
След трагичната смърт на Уго неговият по-малък брат Леонело наследява баща им.

## В културата
- "Parisina" (1816), поема на Джордж Байрон
- "Parisina d'Este" (1833), опера в 3 акта на Гаетано Доницети
- "Parisina" (1835), трагедия в 5 акта на Антонио Сома
- "Parisina" (1842), картина на английския художник Томас Джоунс Баркър
- "La Parisina" (1878), опера в четири акта на Тома Джирибалди
- "Parisina" (1913), трагедия в три акта на Пиетро Маскани
- Песен II на кантиката "Appressamento della morte" (1816) от Джакомо Леопарди